# Hatov
Hatov (německy Hatau) je malá vesnice, část městyse Borotín v okrese Tábor v Jihočeském kraji. Nachází se asi čtyři kilometry severozápadně od Borotína. Je zde evidováno 7 adres. V roce 2011 zde trvale žili čtyři obyvatelé.
Hatov leží v katastrálním území Libenice u Tábora o výměře 4,61 km².

## Historie
První písemná zmínka o vesnici pochází z roku 1381.

## Obyvatelstvo
| Rok            | 1869 | 1880 | 1890 | 1900 | 1910 | 1921 | 1930 | 1950 | 1961 | 1970 | 1980 | 1991 | 2001 | 2011 | 2021 |
| -------------- | ---- | ---- | ---- | ---- | ---- | ---- | ---- | ---- | ---- | ---- | ---- | ---- | ---- | ---- | ---- |
| Počet obyvatel | 53   | 39   | 54   | 52   | 55   | 58   | 47   | 33   | 35   | 30   | 20   | 18   | 12   | 4    | 11   |
| Počet domů     | 7    | 7    | 8    | 8    | 8    | 8    | 8    | 8    | 8    | 7    | 7    | 7    | 7    | 8    | 9    |

## Obecní správa
Při sčítání lidu v letech 1850–1975 Hatov byl osadou obce Libenice, se kterým patřil nejprve do okresu Sedlčany, ale v roce 1950 v okrese Votice a od roku 1960 v okrese Tábor. Od 1. července 1975 je částí městyse Borotín v okrese Tábor.